# Palazzo Poschi
Palazzo Poschi si trova a Pisa tra Borgo Stretto, via San Francesco e via Poschi.

## Storia e descrizione
Il complesso si compone di due corpi edilizi edificati in tempi e con stili diversi: un'antica torre dell'XI o XII secolo, e un edificio del XV secolo appoggiato su un porticato lungo Borgo Stretto.
L'edificio turriforme presenta una compatta muratura costituita da conci in pietra verrucana, con aperture rimaneggiate, ma con alcune finestre originali come una monofora al terzo piano.
L'edificio sul porticato è invece realizzato in laterizio e poggia su un vero e proprio portico cittadino con quattro colonne, capitelli scolpiti e archi ribassati con ghiera sporgente. Al primo e al secondo piano corrono due ordini di bifore, sostenute da esili colonnine con capitelli scolpiti e sormontate da archi a tutto sesto in mattoni.